# العلاقات الجنوب إفريقية الكوستاريكية
العلاقات الجنوب أفريقية الكوستاريكية هي العلاقات الثنائية التي تجمع بين جنوب أفريقيا وكوستاريكا.

## مقارنة بين البلدين
هذه مقارنة عامة ومرجعية للدولتين:
| وجه المقارنة                                              | جنوب أفريقيا | كوستاريكا                                 |
| --------------------------------------------------------- | --- | ----------------------------------------- |
| المساحة (كم2)                                             | 1.22 مليون | 51.10 ألف                                 |
| عدد السكان (نسمة)                                         | 57.73 مليون | 4.91 مليون                                |
| الكثافة السكانية (ن./كم²)                                 | 47.32 | 96.09                                     |
| العاصمة                                                   | بريتوريا، بلومفونتين، كيب تاون | سان خوسيه                                 |
| اللغة الرسمية                                             | لغة إنجليزية، اللغة الأفريقانية، اللغة النديبلي الجنوبية، اللغة السوثو الشمالية، اللغة السوتية، لغة سوازي، اللغة التسونجا، اللغة التسوانية، اللغة الفيندية، اللغة الكوسية، اللغة الزولوية | اللغة الإسبانية                           |
| العملة                                                    | راند جنوب أفريقي | كولون كوستاريكي                           |
| الناتج المحلي الإجمالي (بليون دولار)                      | 349.42 مليار | 57.06 مليار                               |
| الناتج المحلي الإجمالي (تعادل القوة الشرائية) بليون دولار | 725.91 مليار | 74.98 مليار                               |
| الناتج المحلي الإجمالي الاسمي للفرد دولار أمريكي          | 5.72 ألف | 11.26 ألف                                 |
| الناتج المحلي الإجمالي للفرد دولار أمريكي                 | 13.05 ألف | 14.92 ألف                                 |
| مؤشر التنمية البشرية                                      | 0.666 | 0.766                                     |
| رمز المكالمات الدولي                                      | +27 | +506                                      |
| رمز الإنترنت                                              | .za | .cr، قائمة نطاقات المستوى الأعلى للإنترنت |
| المنطقة الزمنية                                           | ت ع م+02:00، أفريقيا/جوهانسبرغ ‏ | 00                                        |

## منظمات دولية مشتركة
يشترك البلدان في عضوية مجموعة من المنظمات الدولية، منها:
| علم المنظمة | اسم المنظمة                        | تاريخ انضمام جنوب أفريقيا | تاريخ انضمام كوستاريكا |
| ----------- | ---------------------------------- | ------------------------- | ---------------------- |
|             | الاتحاد البريدي العالمي            | ?                         | ?                      |
|             | يونسكو                             | 4 نوفمبر 1946             | 19 مايو 1950           |
|             | البنك الدولي للإنشاء والتعمير      | 27 ديسمبر 1945            | 8 يناير 1946           |
|             | منظمة التجارة العالمية             | 1995                      | ?                      |
|             | وكالة ضمان الاستثمار متعدد الأطراف | 10 مارس 1994              | 8 فبراير 1994          |
|             | الاتحاد الدولي للاتصالات           | 1910                      | 13 سبتمبر 1932         |
|             | منظمة الشرطة الجنائية الدولية      | ?                         | ?                      |
|             | مؤسسة التمويل الدولية              | 3 أبريل 1957              | 20 يوليو 1956          |
|             | الأمم المتحدة                      | 7 نوفمبر 1945             | 2 نوفمبر 1945          |
|             | مؤسسة التنمية الدولية              | 12 أكتوبر 1960            | 30 يونيو 1961          |
|             | الفريق المعني برصد الأرض           | ?                         | ?                      |
|             | منظمة حظر الأسلحة الكيميائية       | ?                         | ?                      |

## وصلات خارجية
- موقع وزارة الخارجية الجنوب أفريقية
- موقع وزارة الخارجية الكوستاريكية